# Hyllus flavescens
Hyllus flavescens là một loài nhện trong họ Salticidae.
Loài này thuộc chi Hyllus. Hyllus flavescens được Eugène Simon miêu tả năm 1902.